# Trois Petites Pestes
Pour plus de détails, voir Fiche technique et Distribution.
Trois Petites Pestes (Triplet Trouble) est le 67e court métrage d'animation de la série américaine Tom et Jerry réalisé par William Hanna et Joseph Barbera et sorti le 19 avril 1952.